# 凉州镇总兵
凉州镇总兵，清朝職官名，設置於甘肅省之總兵官。
康熙二年（1663年）升副將设涼州鎮總兵，驻涼州府，品級不定。康熙二十六年（1687年）因甘肅提督移駐涼州而裁撤。三十年（1691年）復設。乾隆二十四年（1759年）再度裁撤。二十九年（1764年），再度復設。清初品級不定，乾隆十八年（1753年）定總兵品秩為正二品。民國建立後沿襲，民國八年（1919年）裁撤，改制為涼州鎮守使。
涼州鎮總兵下轄鎮標五營（中營、左營、右營、前營、後營）、西把截堡、永昌協、寧遠營、水泉營、新城營、張義營、鎮番營、安城營、大靖營、土門營、莊浪協、俄博嶺營、松山營、鎮羌營、岔口營、紅城堡、紅水營、三眼井營。

## 历任总兵
| 姓名       | 籍贯                        | 出身                     | 起始时间                 | 结束时间                 | 卸任去向         |
| ---------- | --------------------------- | ------------------------ | ------------------------ | ------------------------ | ---------------- |
| 袁鈐       |                             |                          | 康熙                     | 康熙五十五年             | 丁母憂           |
| 康海       | 甘肅甘州府張掖縣            | 行伍                     | 康熙五十五年             | 康熙五十七年             | 陣亡             |
| 高述明     | 內務府镶黄旗滿洲            | 包衣                     | 康熙六十年十月           | 雍正元年                 | 卒於任上         |
| 田畯       | 直隸河間府獻縣              | 武進士                   | 雍正元年                 | 雍正五年                 | 廣西提督         |
| 宋可進     | 甘肅靖遠县                  | 行伍                     | 雍正四年署               | 雍正四年                 | 古北口提督       |
| 袁繼蔭     |                             |                          | 雍正                     | 雍正八年                 | 病死             |
| 陳弼       |                             |                          | 雍正十一年署             | 雍正十一年               |                  |
| 曹勷       | 順天府-大興縣               | 行伍                     | 雍正                     | 雍正                     |                  |
| 楊𤥠       |                             |                          |                          | 乾隆元年                 | 署固原提督       |
| 柏之蕃     | 正黃旗满洲                  |                          | 乾隆元年署               | 乾隆三年                 | 河南河北鎮總兵   |
| 王廷極     | 直隸順天府大興縣            |                          | 乾隆五年                 | 乾隆八年                 | 湖廣鎮筸鎮總兵   |
| 张世伟     | 陝西                        | 武舉人                   | 乾隆六年署               | 乾隆七年                 |                  |
| 马世岱     |                             |                          | 乾隆九年署               | 乾隆九年                 |                  |
| 段起賢     | 四川成都府                  | 武舉人                   | 乾隆八年                 | 乾隆九年                 |                  |
| 呂瀚       | 山東萊州府掖縣              | 行伍                     | 乾隆九年                 | 乾隆九年                 | 山西大同鎮总兵   |
| 張元佐     | 四川成都府                  | 行伍                     | 乾隆九年署               |                          | 陣亡             |
| 哈尚德     | 直隸河間府河間縣            | 行伍                     | 乾隆九年                 | 乾隆十二年               | 雲南臨元鎮總兵   |
| 徐啟新     | 山東                        | 武進士                   | 乾隆十二年               | 乾隆                     |                  |
| 和明       | 鑲黃旗满洲                  | 武進士                   | 乾隆十三年署             | 乾隆十四年               | 福建汀州鎮總兵官 |
| 韓錡       | 直隸天津衛                  | 武进士                   | 乾隆十八年               | 乾隆                     |                  |
| 张接天     | 雲南雲南府晉寧州            | 行伍                     | 乾隆二十年               | 乾隆二十年               | 陝西延綏鎮總兵   |
| 傅魁       | 浙江                        | 行伍                     | 乾隆二十年               | 乾隆二十一年             | 甘肅哈密總兵     |
| 容保       | 鑲黃旗满洲                  | 侍衛                     | 乾隆二十一年             | 乾隆二十三年             | 甘肅西寧鎮總兵   |
| 達啟       | 正黃旗满洲                  | 侍衛                     | 乾隆二十三年             | 乾隆二十八年             | 雲南提督         |
| 德保       | 正紅旗滿洲                  | 印房章京                 | 乾隆二十八年             | 乾隆三十二年二月二十五日 | 雲南永北鎮總兵   |
| 李雲標     | 直隸永平府灤州              | 武進士                   | 乾隆三十二年二月二十五日 | 乾隆三十七年             | 陝西固原鎮總兵   |
| 色倫泰     | 鑲白旗蒙古                  | 護軍                     | 乾隆三十三年十月署       |                          | 署甘肅巴里坤總兵 |
| 甘肅甘州府 | 行伍                        | 乾隆三十七年七月二十八日 | 乾隆三十八年             | 病死                     |                  |
| 喬照       | 江蘇松江府上海縣            | 武進士                   | 乾隆三十八年署四十年授   | 乾隆四十二年             | 甘肅巴里坤總兵   |
| 蘇靈       | 正黃旗滿洲 直隸順天府大興縣 | 行伍                     | 乾隆四十九年             | 乾隆五十一年             | 甘肅河州鎮總兵   |
| 巴彥圖     | 鑲黃旗滿洲                  | 護軍                     | 乾隆五十一年             | 嘉慶元年                 |                  |
| 德光       | 鑲白旗滿洲                  | 騎都尉                   | 嘉慶元年                 | 嘉慶二年                 | 卒於任上         |
| 蕭福祿     | 甘肅蘭州府河州              | 行伍                     | 嘉慶六年                 | 嘉慶六年                 | 降調參將         |
| 劉瑞       | 雲南東川府會澤縣            | 武進士                   | 嘉慶六年                 | 嘉慶八年                 | 貴州安義鎮總兵   |
| 百祥       | 鑲白旗蒙古                  | 前鋒                     | 嘉慶八年                 | 嘉慶十一年               | 甘肅提督         |
| 吳廷剛     | 四川成都府成都縣            | 行伍                     | 嘉慶十一年               | 嘉慶十三年               | 陝西漢中鎮總兵   |
| 馬元       | 四川松潘直隸廳              | 行伍                     | 嘉慶十三年               | 嘉慶十九年               | 廣西提督         |
| 羅思舉     | 四川綏定府東鄉縣            | 鄉勇                     | 嘉慶十九年               | 嘉慶十九年               | 四川重慶鎮總兵   |
| 福智       | 鑲黃旗蒙古                  | 親軍                     | 嘉慶十九年               | 嘉慶二十四年             | 新疆伊犁鎮總兵   |
| 博勒忠阿   | 鑲藍旗蒙古                  | 馬甲                     | 嘉慶二十四年             | 道光元年                 | 一等侍衛         |
| 馬騰龍     | 四川成都府成都縣            | 行伍                     | 道光元年                 | 道光三年                 | 陝西陝安鎮總兵   |
| 德克金布   | 鑲藍旗滿洲                  | 驍騎                     | 道光三年                 | 道光六年                 | 甘肅河州鎮總兵官 |
| 高明德     | 直隸順天府宛平縣            | 恩騎尉                   | 道光六年                 | 道光六年                 | 浙江處州鎮總兵官 |
| 哈豐阿     | 鑲黃旗滿洲                  | 健銳營前鋒               | 道光六年                 | 道光七年                 | 喀什噶爾換防總兵 |
| 周悅勝     | 甘肅蘭州府皋蘭縣            | 行伍                     | 道光十二年               | 道光十四年               | 直隸大名鎮總兵   |
| 朱長年     | 鑲白旗漢軍                  | 行伍                     | 道光十四年               | 道光二十五年             | 一等侍衛         |
| 惠慶       | 正黃旗滿洲                  | 筆帖式                   | 道光二十四年             | 道光二十四年             | 丁憂             |
| 楊錄之     | 直隸順天府屯居漢軍旗        | 武進士                   | 道光二十六年             | 道光二十八年             | 革職             |
| 趙承德     | 正白旗漢軍                  | 騎都尉加一雲騎尉         | 道光二十八年             | 道光三十年               | 革職             |
| 鮑起豹     | 安徽六安直隸州              | 雲騎尉                   | 道光三十年               | 咸豐元年                 | 革職             |
| 萬飛鷹     | 江西南昌府南昌縣            | 武進士                   | 咸豐元年                 | 咸豐二年                 | 召京             |
| 長壽       | 正白旗滿洲                  | 侍衛                     | 咸豐元年                 | 咸豐二年                 | 陣亡             |
| 馬龍       | 四川寧遠府西昌縣            | 行伍                     | 咸豐二年                 | 咸豐三年                 | 病死             |
| 春福       |                             |                          | 咸豐二年正月初十日       | 咸豐三年二月二十日       | 革職議處         |
| 明安泰     | 鑲藍旗蒙古                  | 護軍                     | 咸豐三年                 | 咸豐四年                 | 甘肅巴里坤鎮總兵 |
| 經文岱     | 鑲紅旗滿洲                  | 侍衛                     | 咸豐五年                 | 咸豐六年                 | 陝西固原提督     |
| 特克什布   | 鑲黃旗滿洲                  | 八旗幼官學生             | 咸豐六年                 | 咸豐六年                 | 休致             |
| 周盛波     | 安徽廬州府合肥縣            | 鄉勇                     | 同治四年                 | 同治六年                 | 回籍侍親         |
| 傅先宗     | 湖北武昌府江夏縣            | 武生                     | 同治七年十一月十五日     | 同治十一年二月           | 陣亡             |
| 王仁和     | 湖南長沙府湘鄉縣            | 武童生                   | 同治八年署               | 同治十一年               | 陝西洮岷協副將   |
| 汪桂元     | 貴州                        |                          | 同治十一年三月初三日     | 光緒                     | 開缺             |
| 章洪勝     | 湖南                        | 行伍                     |                          | 光緒六年十一月十一日     | 開缺             |
| 王仁和     | 湖南長沙府湘鄉縣            | 武童生                   | 光緒六年十一月十一日     | 光緒十一年十二月二十五日 | 甘肅肅州鎮總兵   |
| 蔣東才     | 安徽潁州府亳州              | 行伍                     | 光緒十一年十二月二十五日 | 光緒十三年九月二十七日   | 病卒河南黃河工次 |
| 閃殿魁     | 直隸順天府昌平州            | 行伍                     | 光緒十三年九月二十七日   | 光緒十九年三月三十日     | 開缺引見         |
| 張永清     | 河南南陽府舞陽縣            | 武生                     | 光緒十九年四月初一日     | 光緒二十九年正月十九日   | 甘肅寧夏鎮總兵   |
| 姚旺       |                             |                          | 光緒二十九年正月十九日   | 光緒三十三年三月十七日   | 解職             |
| 扎拉芬     | 正白旗滿洲                  | 親軍                     | 光緒三十三年三月十七日   | 光緒三十三年三月十九日   | 浙江海門鎮總兵   |
| 岳登龍     | 甘肅蘭州府靖遠縣            | 行伍                     | 光緒三十三年三月十九日   | 宣統三年三月初一日       | 開缺             |
| 馬萬福     |                             |                          | 宣統三年三月初二日       | 民國二年五月十二日       | 免職另候任用     |
| 陸洪濤     | 江蘇徐州府銅山縣            | 天津武備學堂             | 民國二年五月十二日       | 民國四年三月二十九日     | 甘肅隴東鎮守使   |
| 馬麟       | 甘肅蘭州府河州              | 行伍                     | 民國二年七月十一日署     | 民國三年四月八日         | 寧夏洪廣營游擊   |
| 吳攀桂     | 安徽                        |                          | 民國四年四月二日         | 民國七年十月九日         | 甘邊陰平鎮守使   |
| 馬廷勷     | 甘肅蘭州府河州              | 貢生                     | 民國七年四月一日署       | 民國八年二月二十四日     | 甘肅涼州鎮守使   |